# Aéroport international Roi-Abdelaziz
Pour les articles homonymes, voir JED.
L'aéroport international Roi-Abdelaziz (arabe : مطار الملك عبدالعزيز الدولي) (code IATA : JED • code OACI : OEJN) est situé à proximité de Djeddah en Arabie saoudite. 
Sa proximité de La Mecque lui confère un rôle particulier. Ainsi un de ses terminaux est spécialement affecté au hajj.
Cet aéroport a été conçu et est administré par le gérant français Aéroports de Paris (ADP).
Il doit son nom au roi Abdelaziz ben Abderrahman ben Fayçal Al Saoud (1880-1953) dit ibn Saoud, premier roi d'Arabie saoudite.
Il a accueilli un peu plus de 28 millions de passagers en 2014 et a dépassé la barre des 30 millions en 2015.

## Situation
| Neom Dammam Djeddah Riyadh Médine Al-Hofuf Yanbu Buraidah Abha Al Bahah Haïl Tabuk Ta'if Al-Jawf Al Wajh Arar Bisha Dawadmi Gurayat Najran Qaisumah Rafha Sharurah Al-`Ula Turaif Wadi al-Dawasir |

## Installations

### Terminal Nord
Il dispose, côté arrivées, de six postes de contrôle aux frontières, trois tapis à bagages et trois postes de douane. Côté départ, après un hall d'accueil vous trouverez deux halls d'enregistrement, les postes de douane, une petite boutique hors taxes et la salle d'embarquement équipée d'un restaurant rapide et disposant quelquefois de Wi-Fi. Il n'existe pas de transports en commun. Embarquements et débarquements se font par bus entre un parking situé entre les deux terminaux principaux. Il est utilisé par la plupart des compagnies aériennes.

### Terminal Sud
Ce terminal est réservé à la compagnie nationale Saudia.

### Terminal Hajj
Surtout utilisé pendant la période du hajj, il est composé de deux moitiés. La Sud est à ciel ouvert (donc, sans climatisation) et présente un confort très minimaliste. Le Nord dispose de passerelles d'embarquement et de plusieurs salles d'attente vitrées et climatisées.

### Terminal royal
Un terminal est à l'usage exclusif du roi et de sa famille. Il dispose de deux passerelles et est situé entre les deux terminaux principaux, à l'Ouest.

## Statistiques
Le graphique qui aurait dû être présenté ici ne peut pas être affiché car il utilise l'ancienne extension Graph, désactivée pour des questions de sécurité. Des indications pour créer un nouveau graphique avec la nouvelle extension Chart sont disponibles ici.

Voir la requête brute et les sources sur Wikidata.

## Compagnies aériennes et destinations

### Passagers
| Compagnies                      | Destinations |
| ------------------------------- | --- |
| Aegean Airlines                 | Athènes E.-Venizélos |
| Afriqiyah Airways               | Misrata, Tripoli En saison : El Beïda-Al Abraq (en), Benghazi-Benina |
| Air Algérie                     | Alger-Houari-Boumédiène |
| Air Arabia                      | Ras el Khaïmah, Charjah |
| Air Arabia Egypt                | Borg El Arab, Assiout, Sohag |
| Air Cairo                       | Borg El Arab, Assiout, Le Caire, Sohag |
| Air China                       | Hajj: Ürümqi-Diwopu |
| AirAsia X                       | En saison : Kuala Lumpur |
| Airblue                         | Karachi-Jinnah, Lahore-Allama Iqbal, Peshawar, Multan |
| Air India                       | Delhi-Indira Gandhi, Hyderabad-R. Gandhi, Cochin,Kozhikode-Calicut(suspendu Temporary),Bombay-Chhatrapati-Shivaji |
| AlMasria Universal Airlines     | Borg El Arab |
| Ariana Afghan Airlines          | Kaboul, Kandahar |
| Azerbaijan Airlines             | En saison : Bakou-H. Aliyev |
| Biman Bangladesh Airlines       | Chittagong, Dacca-Shah Jalal Hajj: Osmani |
| British Airways                 | Londres-Heathrow |
| Cairo Aviation                  | Le Caire |
| Citilink                        | En saison : Medan-Kualanamu, Surabaya-Juanda, Solo-Adisumarmo |
| Daallo Airlines                 | Hargeisa, Mogadiscio-Aden Adde (Petrella) |
| EgyptAir                        | Borg El Arab, Le Caire |
| Emirates                        | Dubaï |
| Eritrean Airlines               | Asmara |
| Ethiopian Airlines              | Addis-Abeba Bole |
| Etihad Airways                  | Abou Dabi |
| Flyadeal                        | Abha, Dammam-roi Fahd, Buraydah, Riyad-roi Khaled, Tabuk |
| flydubai                        | Dubaï |
| FlyEgypt                        | Borg El Arab, Sohag |
| Flynas                          | Abou Dabi, Adana-Sakirpasa, Alger-Houari-Boumédiène, Amman-Reine-Alia, Bagdad, Beyrouth-Rafic Hariri, Bruxelles-National, Damas, Dammam-roi Fahd, Dubaï, Erbil, Antioche, Istanbul-S. Gökçen, Jizan, Kano-Mallam Aminu, Khartoum, Koweït, Médine-Prince M. Bin Abdulaziz, Marseille-Provence, Riyad-roi Khaled, Charjah, Charm el-Cheikh, Tabuk, Yanbu En saison : Tbilissi-C. Roustavéli, Kozhikode-Calicut Charter : Djakarta-S.-Hatta, Kuala Lumpur |
| Garuda Indonesia                | Djakarta-S.-Hatta En saison : Balikpapan-Sultan-A.-M.-Sulaiman, Banda Aceh-Sultan-Iskandar-Muda, Makassar-Sultan-Hasanuddin, Medan-Kualanamu, Padang-Tabing, Solo-Adisumarmo, Surabaya-Juanda Hajj: Banjarmasin-Syamsudin Noor, Palembang-M. Badaruddin II |
| Gulf Air                        | Manama-Bahreïn |
| IndiGo                          | Bombay-Chhatrapati-Shivaji |
| Iran Air                        | Hajj: Bandar Abbas, Birjand, Bouchehr, Gorgan (en), Ispahan-S. Beheshti, Médine-Prince M. Bin Abdulaziz, Racht, Chiraz-Shahid Dastghaib, Ourmieh, Zahedan |
| Iraqi Airways                   | Charter : Bagdad, Bassorah, Erbil, Nadjaf, Souleimaniye |
| ITA Airways                     | Rome Léonard-de-Vinci/Fiumicino |
| Jazeera Airways                 | Koweït |
| Jet2.com                        | Hajj: Leeds-Bradford, Manchester |
| Jubba Airways                   | Hargeisa, Mogadiscio-Aden Adde (Petrella) |
| Kabo Air                        | Hajj: Abuja-N. Azikiwe, Kano-Mallam Aminu |
| Kam Air                         | Kaboul, Kandahar |
| Kuwait Airways                  | Koweït |
| Libyan Airlines                 | En saison : Benghazi-Benina, Tripoli |
| Libyan Wings                    | Charter : Tripoli |
| Lion Air                        | En saison : Balikpapan-Sultan-A.-M.-Sulaiman[1], Banda Aceh-Sultan-Iskandar-Muda[1], Makassar-Sultan-Hasanuddin, Padang-Tabing[1], Palembang-M. Badaruddin II[1], Pekanbaru (Simpang Tiga)[1], Solo-Adisumarmo, Surabaya-Juanda |
| Lufthansa                       | Francfort |
| Malaysia Airlines               | Kuala Lumpur Hajj: Alor Setar-Sultan A. Halim, Johor Bahru-Senai, Kuala Terengganu, Penang |
| Max Air                         | Hajj: Kano-Mallam Aminu |
| Middle East Airlines            | Beyrouth-Rafic Hariri |
| Nesma Airlines                  | Haïl |
| Nile Air                        | Borg El Arab, Assiout, Assouan, Le Caire, Louxor, Sohag |
| Nordwind Airlines               | Moscou Chérémétiévo |
| Oman Air                        | Mascate, Salalah |
| Pakistan International Airlines | Faisalabad, Islamabad-Benazir Bhutto, Karachi-Jinnah, Lahore-Allama Iqbal, Multan, Peshawar, Sialkot Hajj: Rahim Yar Khan, Quetta, Bahawalpur |
| Palestinian Airlines            | El-Arich |
| Qeshm Airlines                  | Hajj: Téhéran-Imam-Khomeini |
| Royal Air Maroc                 | Casablanca-Mohammed-V Hajj: Rabat-Salé, Tanger |
| Royal Brunei Airlines           | En saison : Bandar Seri Begawan |
| Royal Jordanian                 | Amman-Reine-Alia |
| SalamAir                        | Mascate, Salalah |
| Saudia                          | - Abha, - Abou Dabi, - Addis-Abeba Bole, - Hofuf Al-Ahsa, - Al Bahah, - Al Jawf, - Al Ula (en), - Al Wajh, - Borg El Arab, - Alger-Houari-Boumédiène, - Amman-Reine-Alia, - Ankara Esenboğa, - Arar, - Bagdad, - Manama-Bahreïn, - Bangalore-Kempegowda, - Beyrouth-Rafic Hariri, - Bisha, - Le Caire, - Casablanca-Mohammed-V, - Madras (Chennai), - Colombo-Bandaranaike, - Dammam-roi Fahd, - Dawadmi (en), - Delhi-Indira Gandhi, - Dacca-Shah Jalal, - Dubaï, - Erbil, - Francfort, - Genève-Cointrin, - Canton-Baiyun, - Gurayat, - Haïl, - Hyderabad-R. Gandhi, - Islamabad-Benazir Bhutto, - Istanbul, - Jizan, - Kano-Mallam Aminu, - Djakarta-S.-Hatta, - Johannesbourg OR Tambo, - Karachi-Jinnah, - Khartoum, - Cochin, - Kozhikode-Calicut, - Kuala Lumpur, - Koweït, - Lahore-Allama Iqbal, - Londres-Heathrow, - Los Angeles, - Lucknow-Amausi, - Madrid-Barajas, - Malé Velana, - Manchester, - Manille-N. Aquino, - Maurice-Sir Seewoosagur Ramgoolam, - Medan-Kualanamu, - Médine-Prince M. Bin Abdulaziz, - Milan-Malpensa, - Montréal (P.-E.-Trudeau), - Multan, - Bombay-Chhatrapati-Shivaji, - Munich-F. J. Strauß, - Nairobi-J. Kenyatta, - Najran, - New York-John F. Kennedy, - Paris-Charles de Gaulle, - Port-Soudan, - Qaisumah, - Buraydah, - Rafha, - Riyad-roi Khaled, - Rome Léonard-de-Vinci/Fiumicino, - Charm el-Cheikh, - Sharurah - Singapour-Changi, - Tabuk, - Taëf, - Tunis-Carthage, - Turaïf, - Vienne-Schwechat, - Wadi Ad Dawasir, - Washington-Dulles En saison : - Adana-Sakirpasa, - Agadir-Al Massira, - Ahvaz, - Ahmedabad-Sardar-Vallabhbhai-Patel, - Annaba-Rabah-Bitat, - Batam-Hang Nadim, - Constantine-Mohamed-Boudiaf, - Fès-Saïss, - Ghardaïa - Noumérat - Moufdi Zakaria, - Izmir-A. Menderes, - Malaga-Costa del Sol, - Marrakech-Ménara, - Mechhed-Shahid H. Nejad, - Oran-Ahmed-Ben-Bella, - Rabat-Salé, - Surabaya-Juanda, - Tabriz, - Tanger |
| SaudiGulf Airlines              | Dammam-roi Fahd |
| Scoot                           | Singapour-Changi |
| SpiceJet                        | Bombay-Chhatrapati-Shivaji, Hyderabad-R. Gandhi, Kozhikode-Calicut, |
| SriLankan Airlines              | Colombo-Bandaranaike |
| Sudan Airways                   | Khartoum |
| Syrian Air                      | Damas |
| Thai Airways                    | Hajj: Bangkok-Suvarnabhumi, Narathiwat (en), Krabi, Hat Yai |
| Tarco Airlines                  | Khartoum |
| Transavia France                | Lyon-Saint-Exupéry, Paris-Orly |
| Tunisair                        | Tunis-Carthage |
| Turkish Airlines                | Istanbul, Istanbul-S. Gökçen Hajj: Adana-Sakirpasa, Ankara Esenboğa, Antalya, Yenişehir, Denizli, Diyarbakır, Erzurum (en), Gaziantep-Oğuzeli, Sparte-Süleyman Demirel (tr), Izmir-A. Menderes, Kayseri-Erkilet, Konya, Samsun-Çarşamba, Sivas, Trabzon/Trébizonde, Van-F. Melen (en) |
| UTair Aviation                  | Hajj: Magas Oskanov (en), Kazan |
| Uzbekistan Airways              | Tachkent |
| Yemenia                         | Aden |

Édité le 08/05/2019